# L'avventura
L'avventura és una pel·lícula italiana de 1960 dirigida per Michelangelo Antonioni i protagonitzada per Gabriele Ferzetti, Monica Vitti i Lea Massari. Fou creada a partir d'una història del mateix Antonioni amb els coescriptors Elio Bartolini i Tonino Guerra. La pel·lícula tracta sobre la desaparició d'una jove (Massari) durant un viatge en un iot pel Mediterrani, i la posterior recerca per part del seu amant (Ferzetti) i la seva millor amiga (Vitti). La pel·lícula es caracteritza pel seu ritme inusual, que emfatitza la composició visual, l'estat d'ànim i el caràcter sobre el desenvolupament narratiu tradicional.
L'avventura va ser nominada a nombrosos premis i va rebre el Premi del Jurat en el Festival Internacional de Cinema de Canes de 1960. La pel·lícula va convertir a Mónica Vitti en una estrella internacional. Segons un obituari d'Antonioni, la pel·lícula "va subvertir sistemàticament els codis, pràctiques i estructures cinematogràfiques en el seu moment". En les edicions de 1962, 1972 i 1982 de la llista de les millors pel·lícules de Sight & Sound va aparèixer respectivament en el 2n, 5è i 7è lloc de les deu millors pel·lícules de tots els temps. El 2010, va ocupar el 40è lloc en la llista de "Les 100 millors pel·lícules del cinema mundial" de la revista Empire.
S'ha subtitulat al català.

## Argument
Dues dones joves, Anna (Lea Massari), de família adinerada, i Claudia (Monica Vitti), decideixen emprendre un viatge en iot pel Mediterrani. Recullen a Sandro (Gabriele Ferzetti), parella d'Anna, i emprenen el viatge. Arriben a una illa volcànica semiabandonada, on Anna i Sandro comencen a discutir. Ella se sent avorrida i infeliç amb l'actitud de Sandro. Decideixen fer la migdiada entre les roques i, quan desperten, Anna ha desaparegut.
Enfadats per l'actitud d'Anna, Claudia i Sandro comencen a buscar-la; al no trobar-la, es preocupen. Decideixen cridar al pare d'Anna per explicar-li el que ha succeït. Aquest arriba a l'illa acompanyat d'una llanxa policial i un helicòpter. La cerca d'Anna segueix durant dies, sense resultats. Quan queden sols a l'illa, comença a sorgir una atracció entre Claudia i Sandro. Tornen a terra ferma i continuen la cerca, però Anna sembla haver desaparegut per sempre. Claudia es debat entre un sentiment de felicitat pel seu sentiment d'amor cap a Sandro, i el de culpabilitat per la desaparició de la seva amiga.
El que semblava una intriga policíaca amb traces de ser un crim, un suïcidi, un accident o una desaparició planejada es va transformant en una història d'amor plena de conflictes emocionals, on apareixen la solitud, la incomunicació, el tedi i l'avorriment. Sandro, no obstant això, li ofereix matrimoni a Claudia, però ella encara se sent desorientada per la desaparició de l'amiga.
Ell decideix convidar-la a un luxós hotel, on es trobarà amb el seu soci. Ja de nit, a l'hora de dormir, Claudia es fica al llit, però Sandro diu que no té son, surt de l'habitació cap al saló de l'hotel on estan els hostes en una festa. Sandro es mou entre ells sense major entusiasme. Claudia no aconsegueix agafar el son mentre espera Sandro. A l'alba, ella surt a buscar-lo pels salons ja buits; al no trobar-ho, torna a sentir l'angoixa que li va provocar la desaparició d'Anna. La frenètica cerca acaba quan troba a Sandro en companyia d'una dona. En veure'ls, fuig i es deté a plorar en una terrassa. Sandro s'acosta a ella i, sense dir res, es posa a plorar al seu costat, desesperançat, feble i buit.

## Repartiment
- Gabriele Ferzetti - Sandro
- Monica Vitti - Claudia
- Lea Massari - Anna
- Dominique Blanchar - Giulia
- Renzo Ricci - Pare d'Anna
- James Addams - Corrado
- Dorothy de Poliolo - Gloria Perkins
- Esmeralda Ruspoli - Patrizia
- Lelio Luttazzi - Raimondo
- Giovanni Petrucci - El jove príncep
- Jack O'Connell - El vell de l'illa
- Angela Tommasi di Lampedusa - La princesa

## Premis
- Premi del Festival Internacional de Cinema de Canes de 1960 – Premi del Jurat (a Michelangelo Antonioni).[1]
- Premi Nastro d'Argento de 1961: a la millor música (Giovanni Fusco).
- Premi Sutherland Trophy de 1960: a Michelangelo Antonioni.[9]